# Alida Dóra Gazsó
Alida Dóra Gazsó, née le 18 avril 2000, est une kayakiste hongroise. Elle est double médaillée d'argent et de bronze aux Jeux de 2024.

## Carrière
Lors des Jeux olympiques d'été de 2024, elle remporte deux médailles : l'argent en K2 500 m avec Tamara Csipes et le bronze en K4 500 m avec Csipes, Sára Fojt et Noémi Pupp.